# 曲水铺
曲水铺，是中國清朝时设置的铺镇级行政区，中国广东一带的古地名。处绥江边上，曲水河流域一带。现地属广东省四会市黄田镇。

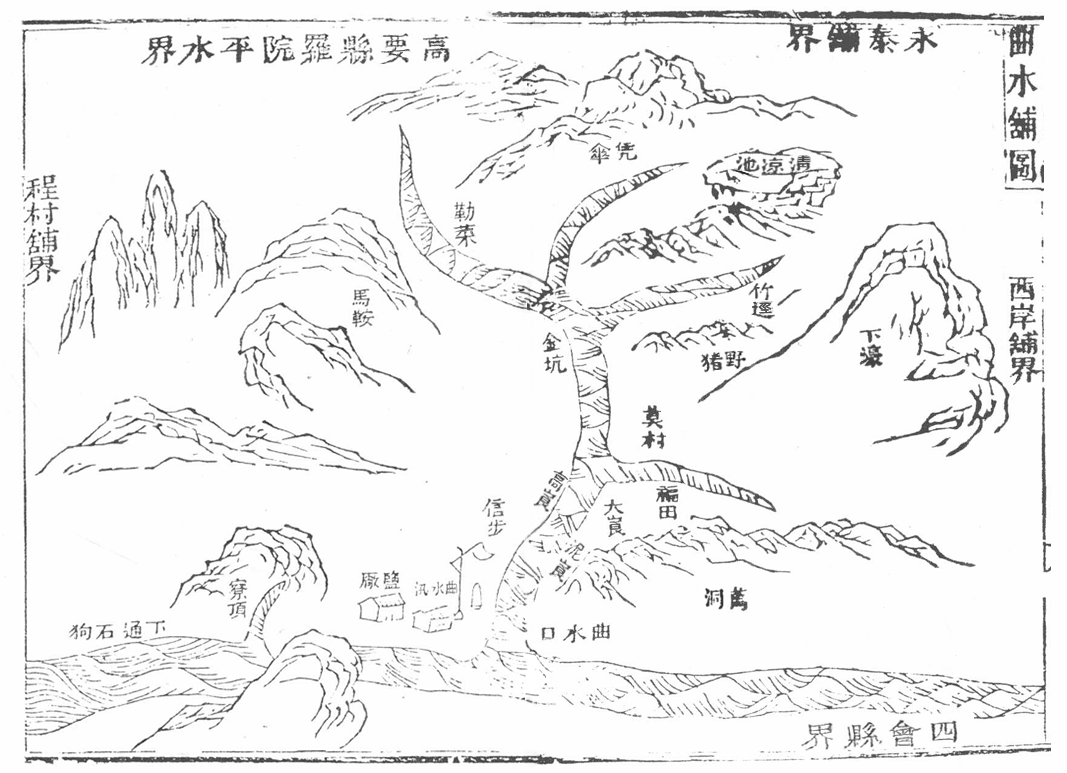
《道光广宁县志》曲水铺地舆图

## 建置
曲水铺首次记载于《道光广宁县志》，得名于曲水河。在清道光年间，曲水铺属肇庆府广宁县，设有盐厂、曲水汛，曲水营、曲水渡等官方机构，并下辖万洞、信步（今进步村）、泥崀（今黎崀村）、大崀、高崀、福田、莫村、金坑、野猪、竹迳、下濠、马鞍、勒菜、凭伞等村寨。

## 历史

### 自先秦至唐朝
在秦朝以前，曲水是百越族的居住地。
前214年，秦始皇征服百越之後，置四会县，属桂林郡。
汉武帝平定南越（南粵）之后，改四会县属南海郡，直至南北朝初。
南朝刘宋元嘉十三年（436年），从四会县分置綏建郡，領新招、化蒙、化穆、化注四县。置曲水村属新招县。村名得自附近曲水，曲水因水势曲折而得名。
隋朝开皇九年（589年），废绥建郡，撤新招县，县境分属四会县。唐朝武德五年（622年），复置新招县。唐朝贞观元年（627年），新招县并入四会县，直到明朝后期。

### 明清时期
明朝嘉靖三十八年（1559年），割四会县永集乡的太平、永义二都，清泰乡的大圃都，重山乡的柑榄都，共三乡四都十一图，设置广宁县。改曲水村为曲水铺，属重山乡柑榄都，直到民国初期。

### 民国时期
民国十年至十八年（1921年-1929年），废铺甲，改区乡制。曲水铺改广宁县第十一区，分曲水乡和进步乡，曲水乡辖万垌、燕崀、仓溪、星溪（今星仔岗）、莫村、佛祖，进步乡辖进步、高崀、马鞍、金坑、隔头（今隔江）、石桥。
民國十九年（1930年），改村为小乡，原曲水乡和原进步乡废。

## 人文
唐朝诗人罗隐，南游粤地至水槽岭，渴甚，凿石得水，书“清凉池”三字于其上，故名清凉池。
清顺治九年春（1652年），施闰章从桂林出发，到广东肇庆、广州游览，途径曲水铺，写下《曲水铺》一诗:
```
一望平芜绿，千岩霁色遥。
园茶初吐叶，驿柳未成条。
驻马寻山寺，啼莺过野桥。
年年流水畔，春色为谁消。
[
5
]
```

清朝不记年，有一文人，曾在此地的白石咀（绥江边一土名）立一碑，刻有“鸦飞不过万田垌，蛤乸三年跳不返”诗句，称喻此地田塱广阔。该地万洞村因此得名，寓意“万顷田垌”。

## 景观

### 水槽岭·水檀岭
水槽岭，又作水檀岭，在如今鸡乸头山位置。《道光广宁县志》记载：“宁阳有岭，曰水槽”。岭上有清凉池，据载为曲水发源处。

### 清凉池·清源池
相传为唐朝诗人罗隐南游粤地，于水槽岭上所凿之泉汇流成池，因泉水清凉，得名“清凉池”，并刻字在其上。据载该池为曲水河发源处。“清源池”疑似后人笔误，应指“清凉池”。

### 曲水流霞
曲水指曲水河，此为明清时期广宁八景之一，如今在四会市黄田镇万洞村，曲水河汇入绥江处。《道光广宁县志》记载：“在县治西南，其水东流注入绥江，水道弯迥纤折，澄彻晶莹，晓暮霞生如长拖艳锦，每桨揖摇曳，晕影轻翻，绥江游览，此足移情”。

### 清泉月鉴
为明清时期广宁八景之一。《道光广宁县志》记载：“然宁邑溪涧川源皆清莹可起，月夜尤美，空明荡漾，使人尘俗顿消”。一说此景可能在清凉池。